# Liste der Biografien/Krew
Liste der Biografien |
Portal Biografien |
Personensuche
# |
A |
B |
C |
D |
E |
F |
G |
H |
I |
J |
K |
L |
M |
N |
O |
P |
Q |
R |
S |
T |
U |
V |
W |
X |
Y |
Z |
?
 
Ka |
Kb |
Kc |
Kd |
Ke |
Kf |
Kg |
Kh |
Ki |
Kj |
Kl |
Km |
Kn |
Ko |
Kp |
Kr |
Ks |
Kt |
Ku |
Kv |
Kw |
Ky |
Kx |
Kz
 
Kra |
Krb |
Krc |
Kre |
Krg |
Krh |
Kri |
Krj |
Krk |
Krl |
Krm |
Krn |
Kro |
Krp |
Krs |
Krt |
Kru |
Kry |
Krz
 
Krea |
Kreb |
Krec |
Kred |
Kree |
Kref |
Kreg |
Kreh |
Krei |
Krej |
Krek |
Krel |
Krem |
Kren |
Kreo |
Krep |
Kres |
Kret |
Kreu |
Krev |
Krew |
Krex |
Krey |
Krez
Die Liste der Biografien führt alle Personen auf, die in der deutschsprachigen Wikipedia einen Artikel haben. Dieses ist eine Teilliste mit 14 Einträgen von Personen, deren Namen mit den Buchstaben „Krew“ beginnt.

## Krew

### Krewa
- Krewani, Angela (* 1960), deutsche Medienwissenschaftlerin

### Krewe
- Krewe, Wolfgang (* 1966), deutscher Schauspieler
- Krewer, Bernd (1939–2020), deutscher Förster, Jagdkynologe und Sachbuchautor
- Krewer, Harald (* 1964), deutscher Theater- und Hörspielregisseur
- Krewer, Kristina (* 1989), deutsche Kegelsportlerin
- Krewer, Paul (* 1906), deutscher Radrennfahrer
- Krewer, Ulrike (* 1976), deutsche Chemieingenieurin
- Krewerth, Rainer A. (1943–2003), deutscher Journalist und Schriftsteller
- Krewet, Erich (1900–1970), deutscher Kommunist und Widerstandskämpfer gegen den Nationalsozialismus

### Krewi
- Krewinkel, Hubert (1844–1898), deutscher Politiker (SPD)
- Krewinkel, Ralf (* 1974), niederländischer Politiker (PvdA)

### Krews
- Krewson, Margrit Beran (1936–2014), US-amerikanische Bibliothekarin
- Krewsun, Danylo (* 2005), ukrainischer Fußballspieler
- Krewsun, Julija (* 1980), ukrainische Mittelstreckenläuferin